# 古君駅
古君駅（ふるきみえき）は、石川県鳳珠郡穴水町花園にあったのと鉄道能登線の駅。2005年（平成17年）、能登線の廃止により廃駅となった。所在地は穴水町花園であったが、駅名は近隣の地名である「古君」を名乗っていた。
かつて、当駅より蛸島方に900 m程進んだ箇所で脱線事故が発生した（能登線列車脱線事故）。事故現場には慰霊碑が設置されている。
駅へは石川県道34号能都穴水線から住吉神社の路地に入り左折、その後道なりに行くと到達する。慰霊碑には先述の住吉神社の鳥居の左端をすり抜け、廃線跡の橋脚をくぐった先にある。

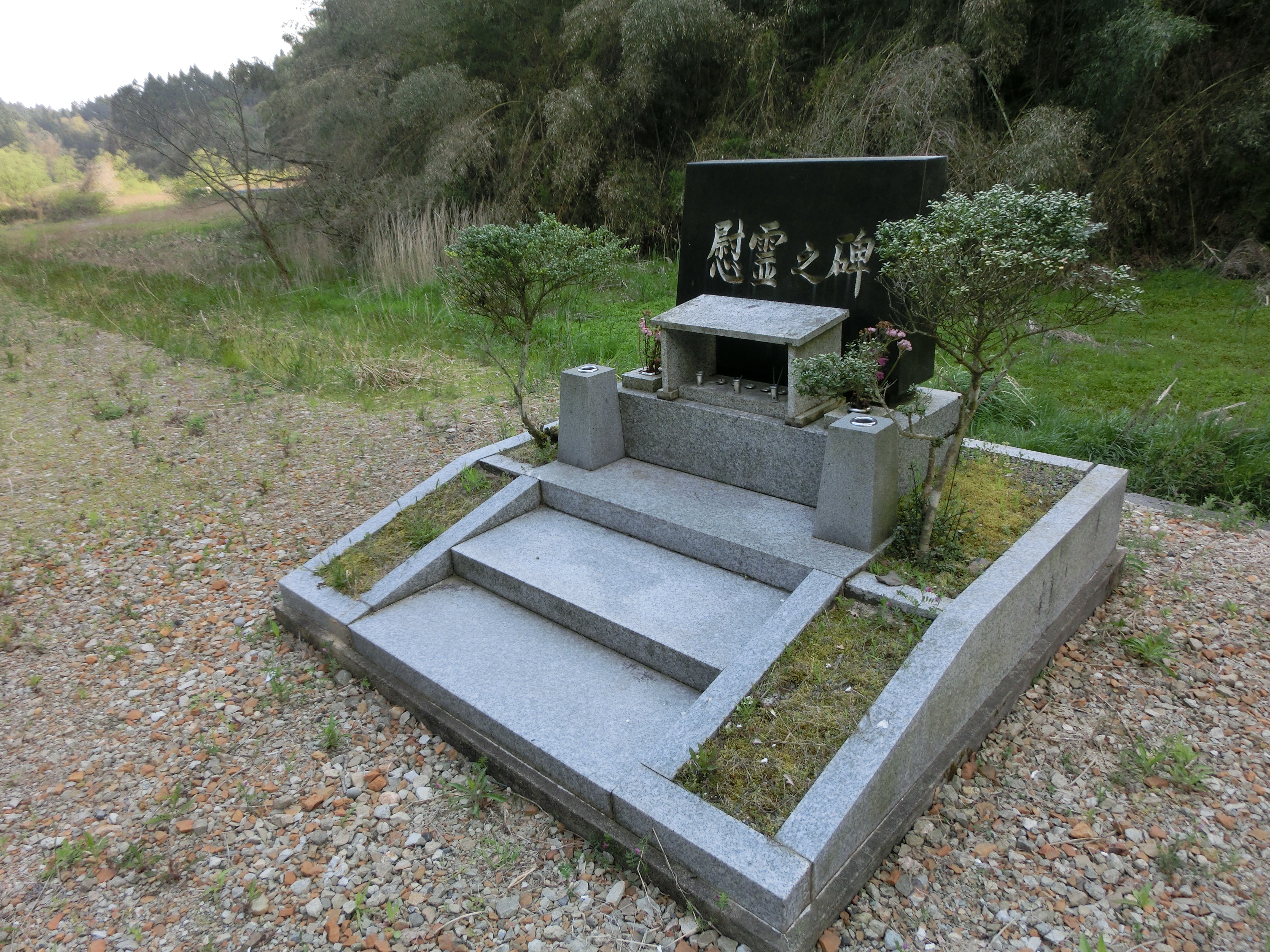
能登線列車脱線事故慰霊碑

## 歴史
- 1959年（昭和34年）6月15日：日本国有鉄道（国鉄）能登線の駅として開業[1]。
- 1987年（昭和62年）4月1日：国鉄分割民営化により西日本旅客鉄道に承継[1]。
- 1988年（昭和63年）3月25日：のと鉄道に転換[1]。
- 2005年（平成17年）4月1日：能登線廃止に伴い廃駅。

## 駅構造
単式ホーム1面1線を有する地上駅。駅舎はなく待合所のみが置かれていた。無人駅となっていた。

## 駅周辺
- 明泉寺

## 隣の駅
のと鉄道
能登線
前波駅 - 古君駅 - 鵜川駅